# Noël Chabanel
Noël Chabanel fou un jesuïta missioner francès del segle xvii que viatjà al Canadà per a evangelitzar els indígenes. Fou assassinat per membres de la tribu dels hurons i més tard canonitzat. Forma part dels anomenats Màrtirs Canadencs, un grup de missioners que caigueren morts en les guerres entre hurons i iroquesos.